# Meekonjärvi
Meekonjärvi eller Miekunjavri är en sjö i Finland. Den ligger i kommunen Enontekis i landskapet Lappland, i den norra delen av landet, 1 000 km norr om huvudstaden Helsingfors. Miekunjavri ligger 596,5 meter över havet. Omgivningarna runt Meekonjärvi är i huvudsak ett öppet busklandskap. Arean är 23,7 hektar och strandlinjen är 3,56 kilometer lång. Sjön  ingår i Torne älvs huvudavrinningsområde. 